# Дніпровський вагоноремонтний завод
АТ «Дніпровський завод з ремонту та будівництва пасажирських вагонів» (АТ «ДНІПРОВАГОНРЕМБУД») — одне з найстаріших підприємств вагоноремонтному і вагонобудівний галузі України. В 1898 році на лівому березі Дніпра були побудовані головні вагонні майстерні Катерининської (нині Придніпровської) залізниці, що складався з чотирьох цехів. У 1926 році майстерні були перетворені в Нижньодніпровський вагоноремонтний завод, що спеціалізувалося на ремонті пасажирських і вантажних вагонів.
З початком війни, у 1941 році, завод був евакуйований у Барнаул.
У 1943 році, після звільнення Дніпропетровська, почалося відновлення підприємства, що тривала 10 років. Першу продукцію завод почав випускати вже у 1943 році вантажні вагони — в 1944 році пасажирські — у 1945 році.
Одночасно з відновленням заводу проводилась та його реконструкція. В 1948 він повністю переорієнтувався на ремонті пасажирських вагонів. В 1952 був освоєний ремонт суцільнометалевих пасажирських вагонів, що вимагало значного зміни технології та організації виробництва. Завод успішно впорався з цими завданнями, постійно вдосконалював існуючі та впроваджував нові технології, збільшував обсяги виробництва. Нижньодніпровський (з 1966 — Дніпропетровський) ВРЗ упевнено займав провідні позиції в галузі, виконуючи ремонт рухомого складу для залізниць Радянського Союзу.
Однак у 1990-ті роки, з розпадом СРСР, ситуація значно ускладнилася. Важке становище залізниць негативно позначилося на стані самого підприємства: впали обсяги виробництва, катастрофічно зросла заборгованість перед постачальниками, бюджетом, працівниками. В цей же час завод налагоджував співпрацю з провідними іноземними підприємствами-виробниками, освоювати нові види ремонту, однак недостатнє фінансування не дозволяло в повній мірі реалізувати задумане.
Наприкінці 1998 рік у Дніпропетровський ВРЗ був реорганізований у відкрите акціонерне товариство «Дніпропетровський завод з ремонту та будівництва пасажирських вагонів» (ВАТ «Дніпровагонрембуд»), в 1999 була розпочата його приватизація, яка завершилася в 2000. Завдяки інвесторам в особі великих акціонерів, зацікавлених у розвитку виробництва, яке переживає зараз нове народження, грамотному керівництву та забезпечення необхідного фінансування було налагоджено постачання матеріалами, комплектуючими, енергоносіями, повністю стабілізована економічна ситуація і, як наслідок, досягнуто значного зростання обсягів виробництва. Продукція заводу користується попитом не тільки в Україні, але й у Росії, Білорусі, інших країнах СНД.
В даний час ВАТ «Дніпровагонрембуд» знову впевнено займає провідні позиції в галузі, виконує всі види ремонту пасажирського рухомого складу, освоює нові технології. У серпні 2001 випущений перший в Україні новий пасажирський вагон. Головна задача найближчого часу — розгортання потужностей для будівництва нових вагонів європейського класу.

## Сторінки історії
1898
Розвиток промисловості в Катеринославі збільшив вантажообіг Катерининської залізниці, що, в свою чергу, призвело до збільшення вагонного парку. В 1893 він нараховував 4.584 вантажних вагона, а до 1901 їх число зросло до 17655. Для їх ремонту потрібна база. На лівому березі Дніпра, у Нижньодніпровську, почалося будівництво майстерень з ремонту вагонів. В 1898 рік у залізничні майстерні були здані в експлуатацію. Вони мали корпусу ковальського і механічного цехів, товарозбірного і пасажирського відділень.
1903
Територія майстерень розширюється. З'явилися нові цехи. Спочатку колісний і механічний цехи були в одному корпусі. Верстати приводилися в рух від загального приводу. Колії, де розміщувалися вагони, були прокладені через піщані яри. Насип — не дуже міцний. Тому вагони нерідко падали під укіс. З 1899 з 1904 в майстернях був зроблений великий і малий ремонт 535 пасажирських та 59400 двухвісних товарних вагонів.
1905
До 1905 року вагонні майстерні значно розширилися. Вступили в дію нові виробничі корпуси, здані в експлуатацію прибудови до старих. Цехи поповнилися обладнанням. Різко збільшився обсяг робіт з ремонту вагонного парку Єкатерининської залізної дороги. У зв'язку з цим в майстернях почався масовий прийом робітників. Економічне становище загострилося ще більше. Заробітки знизилися, працювати доводилося по 10-12 годин.
1920
Оголошена «Тиждень транспорту». Залізничники вийшли на станції та полустанкі, стали на трудову вахту в депо і майстерень щоб оживити напівзруйнованих сталеві артерії країни. Нижньодніпровський вагоннікі приводили в порядок цехи, ремонтували верстати і різні пристосування. 1 травня 1920 року проведено Всеросійський трудовий суботник, в якому взяли участь 1460 робочих Нижньодніпровських вагонних майстерень. Вони відремонтували 50 товарних і кілька пасажирських вагонів і привели в порядок території цехів.
1921
На станційних коліях v в вагонних парках зібралися цілі цвинтаря зруйнованих пасажирських і товарних вагонів. Робочі доставляли їх у майстерні й ремонтували за методом «трішкіна кафтана»: з одного — брали кузов, з іншого — візки, з третього — обшивку і виходив вагон. Продуктивність майстерень у 1921 році становила лише 48 відсотків рівня 1913 року, а в січні-березні була ще нижче.
1923
Після закінчення громадянської війни почалося відновлення зруйнованих майстерень. Спочатку тут виконували тільки малий ремонт. Але вже в 1924 році відремонтували 250 вагонів, в 1925–350. У 1925 році план по ремонту пасажирських і товарних вагонів був виконаний на 119 відсотків. До того часу в вагонних майстернях вже працювало близько двох тисяч чоловік.
1926
Начальник майстерень Антон Петрович Горбов запропонував виділити майстерні у самостійне господарство. Незабаром вони були перетворені в Нижньодніпровський вагоноремонт-ний завод, який почав виконувати не тільки малий, але і великий ремонт вагонів. Уже в 1928 відремонтовано 800 вагонів. В цей же час будуються нові цехи. На заводі починають застосовуватися електрогорн і пневматичну свердління і клепані.
1929
По всій країні розгорнулася боротьба за дострокове виконання п'ятирічного плану. У нього активно включилися і працівники Нижньодніпровського вагоноремонтного заводу. Тут ударно трудяться 175 бригад, майже 1900 ударників праці. Хід соціалістичного змагання широко висвітлювався в заводській багатотиражна газета «Червоний вагонець», яка почала виходити з 1 липня 1929 року.
1930
На заводі катастрофічно не вистачало фахівців. Їх готували в школі фабрично-заводського учнівства, створеної на базі вагонних майстерень у 1920. У 1930 році це було ФЗУ ім. Д. 3. Лебедя, в якому навчалося до 2000 чоловік. Щоб дати можливість майстрам-практикам з кадрових робітників отримати спеціальну освіту, створюється вечірній технікум, згодом перетворений у філію Дніпропетровського транспортного політехнікуму, який почав заняття 1 жовтня 1930 року. У лютому 1935 року першими отримали середня технічна освіта зі спеціальністю технік-механік з ремонту вагонів кілька робочих заводу.
1940
Праця колективу заводу ускладнюється тим, що тут ремонтувалися пасажирські і товарні вагони всіх типів. Тут були двох-трьох-чотирьох і багатовісні транспортери, снігоочисники, ізотермічні цистерни, криті напіввагони. У пасажирському цеху ремонтувалися вагони побудови різних років і різних заводів. Тому на заводі велика увага приділялася раціональної організації праці. Кіровци першими в країні освоїли ремонт автотормозов і автозчеплення. У 1940 році починають давати продукцію знову побудовані ливарний і колісний цехи. З'явилися нові вагранки, вступило в дію возове відділення товарного цехи, розвивається штампове господарство.
1941
Мирний труд був порушений війною. У перші ж дні на фронт пішли багато кіровци. Залишилися на заводі з подвоєною енергією ремонтували вантажні і пасажирські вагони, готували поїзда спеціального призначення, швидко освоїли випуск оборонної продукції, зокрема, виготовлення понтонів. До кінця липня було обладнано і відправлено на фронт 36 військово-санітарних поїздів. Ворог наближався до Дніпропетровську. Начальник заводу Ф. Т. Коробов наказав готувати завод до евакуації. 8 серпня в глибокий тил країни був відправлений перший ешелон. А протягом двох тижнів було надіслано ще вісім таких ешелонів. Коли фашисти увірвалися в місто, замість заводу з ремонту вагонів їх чекали голі згорівші після бомбувань стіни цехів.
1942
Барнаульський вагоноремонтний завод гостинно прийняв дніпропетровців, і вже через кілька місяців кіровци приступили до випуску військової продукції. Цех з випуску оборонної продукції збільшив виробництво виробів в порівнянні з 1941 роком в 14 разів, різко знизивши їх собівартість. Кількість запасних частин, відправлених залізницям, зросло на 390 відсотків, а кількість відремонтованих колісних пар — у два рази.
1943
Кінець жовтня. Місто Дніпропетровськ щойно звільнений. Через кілька днів на ВРЗ ім. С. М. Кірова прибув військовий будбат, а трохи пізніше його змінила будівельна організація залізничників. Необхідно було відновлювати зруйновані будівлі. Збиток, заподіяний заводу, склав 43097009 карбованців. Цехи практично довелося будувати заново. Щоб швидше відновити підприємство, кіровци використали всі місцеві можливості. Так електростанцію спорудили практично з уламків.
1944
Планомірний ремонт вантажних вагонів завод розпочав у травні 1944 року, а пасажирських — в квітні 1945. До того часу ще не були відновлені виробничі, складські та інші приміщення. Технічна озброєності ВРЗ була вкрай низькою. Замість необхідних 940 одиниць устаткування він до кінця 1945 року мав всього 225. У 1945 році було відремонтовано 1350 критих вантажних і 120 пасажирських вагонів, а також виготовлено 1155 колісних пар, 154 дверних, 259 віконних рам і багато інших виробів для відновлення зруйнованих житлових будинків.
1946
Незважаючи на післявоєнний період, було відремонтовано 165 пасажирських та 1562 товарних вагона, сформовано близько 3000 колісних пар, випущено 72 тонни поковок і 124 тонн чавунного лиття. Більш того, освоєно випуск суцільнометалевих платформ. В 1947 рік у загальний обсяг випущеної продукції в порівнянні з 1946 роком збільшився на одну третину.
1949
25 листопада 1949 року був виданий Указ Президії Верховної Ради СРСР, яким у зв'язку з 50-річчям від дня заснування заводу і за досягнуті успіхи по ремонту вагонів і виробництву запасних частин для залізниць Нижньодніпровський вагоноремонтний завод імені С. М. Кірова був нагороджений орденом Трудового Червоного Прапора.
1954
У 1954 році значно збільшується план по ремонту суцільнометалевих вагонів, виготовлення запасних частин і поковка. Крім цього, у зв'язку з розширюваною перевезеннями вантажів народного господарства завод освоїв випуск і дав країні в цьому році 7000 контейнерів. Тільки за рахунок цього обсяг виробництва був збільшений на 25 відсотків.
1956
Колектив заводу відремонтував додатково до завдання 25 вагонів, видав понад 240 тонн Поковки, а понадпланово прибуток склав близько двох мільйонів рублів. У цьому ж році з метою поліпшення внутрішньозаводських транспортування металовиробів і деталей на заводі з'явився гараж Електрокар. Спочатку там було шість Електрокар і три автонавантажувача. В 1955 рік у на заводі була введена машіносчетная станція.
1962
У зв'язку з возросшим парком рухомого складу була розроблена технологія нових трьох видів ремонту вагонів. Перший з них — деповський, другий — заводський, останній — капітальний, який буде здійснюватися через 24 роки після будівлі або раніше у випадку необхідності. У процесі переходу на нові види ремонту вагонів на заводі була введена в експлуатацію поточно-конвеєрна лінія з комплексною механізацією та автоматизацією процесів ремонту візків. На місці історичної «канави», де в дореволюційні роки проводились бурхливі сходки і мітинги робітників, збудовано новий корпус вагоносборочного цехи.
1963
Мийка вагонів — дуже трудомісткий процес. Було вирішено збудувати на заводі конвеєрної-мийну установку. Незабаром установка стала діяти. За проектом розчин після обмивки вагонів зливали в каналізацію. Заводські конструктори запропонували використовувати його повторно. В цей час також широко впроваджуються у виробництво досягнення хімічної промисловості. Так, завод переходить на ремонт м'яких диванів ловінолом, зберігаючи традиційні матеріали — волосся та вату. Декстрин для наклеювання лінолеуму замінений на сульфітну лугу. Різко скорочено споживання оліфи оксоль.
1966
28 березня 1966 року на заводі відкрився заводський музей революційної, бойової і трудової слави Дніпропетровського вагоноремонтного заводу імені С. М. Кірова. Це був народний музей, експонати якого збиралися всім колективом заводу. Велику роботу з організації музею провів ветеран заводу Костянтин Олексійович Головін. Участь в оформленні музею брали всі цехи заводу. На стендах в хронологічному порядку була відображена вся історія заводу і його колективу з 1898 і до наших днів. В 1969 у музею було присвоєно звання «Народний музей».
1967
З 10 квітня 1967 року завод перейшов працювати на п'ятиденний робочий тиждень з двома вихідними днями. Додатковий вихідний день дозволив протягом року збільшити вільний час робітників до 80 годин. Для поповнення втрачених субот була розроблена і впроваджена технологія ремонту вагонів-ресторанів та вагонів «Мікст» на поточно-конвеєрної лінії з примусовим пересуванням по технологічним позиціях при двухсменной роботі. Внаслідок цього кожен місяць завод отримував додатково з ремонту 21 вагон.
1973
Колектив заводу відзначив 75-річчя з дня заснування підприємства. Свій ювілей колектив відзначив хорошими трудовими показниками. План по ремонту вагонів виконано на 100,2 відсотка, з реалізації — на 100,1 відсотка, товарної продукції — 105,6 відсотка, прибутку — 105,2 відсотка. У зв'язку з 75-річчям заводу адміністрація та профспілковий комітет заснували звання «Заслужений ветеран праці» та «Ветеран праці». Ці звання присвоюються передовим працівникам, що працюють на заводі тривалий час і брали активну участь у суспільному житті. На святі було зачитано текст звернення до трудящим заводу, які будуть святкувати 100-річчя з дня заснування заводу. Текст звернення був поміщений в спеціальний футляр і переданий на зберігання в заводський музей.
1978
Друга половина сімдесятих років йшла під гаслом прискорення науково-технічного прогресу У цей час був укладений договір між ВРЗ та Дніпропетровським інститутом інженерів транспорту про співробітництво з метою підвищення ефективності виробництва Було намічено понад 70 організаційно-технічних заходів, з них 55 по новому електроремонтному цеху, який був зданий в експлуатацію в 1976 році Це дало можливість більш якісно ремонтувати електрообладнання пасажирських вагонів. Були також проведені значні роботи по механізації трудомістких процесів та заміни застарілого обладнання в ливарному цеху Обновилася технологічні процеси і в ряді інших цехів. Впровадження технічних і технологічних процесів сприяло успішному виконанню поставлених завдань. Виробничу програму 1978 року кіровци виконали 26 грудня
1983
За цей період товарної продукції було вироблено понад плану на 200 тис. рублів, однак завдання по ремонту вагонів було виконано на 99,1 відсотка, а по випуску колісних пар — на 91,4 відсотка.
1984
Це був складний період в історії заводу. Жорсткість вимог до якості ремонту пасажирських вагонів розкрило багато недоліки, на які закривали очі. І як наслідок — у першому кварталі 1984 року план по випуску та реалізації товарної продукції був не виконаний, недодали до плану вагони та колісні пари. У серпні 1984 року начальником заводу був призначений С. С. Герасюта.
1988
З 1 січня 1988 року завод перейшов на роботу в умовах повного госпрозрахунку та самофінансування. Ці два чинники змусили посилити пошук та реалізацію резервів виробництва. У цьому році кіровци відзначили своє 90-річчя.
1989
На новій демократичній основі стали обирати не тільки кандидатів у депутати, а навіть майстрів, начальників цехів. На заводі глобальні питання став вирішувати рада трудового колективу. Відбуваються великі зміни і в виробництві. Розширюються економічні зв'язки з закордонними країнами. Завод виконує замовлення Польщі, Монголії, Швеції і Фінляндії. Почали освоювати ремонт вагонів НДР, які експлуатувалися більш 25 років.
1992
Успішно просувається робота з німецькими вагонобудівників, підписаний контракт на постачання електрообладнання на вагони КР-2, Незабаром на заводі проходить нарада керівників промислових підприємств залізничного транспорту всієї України. Це перша нарада з моменту організації «Укрзалізниці». Здавалося б, багато чого зроблено для успішної роботи заводу, але економічні складності змушують адміністрацію заводу піти на крайні заходи: було прийнято рішення піти всім колективом на місяць у відпустку без змісту.
1993
Пройшла презентація модернізованого на нашому заводі купірованного вагона з кондиціонуванням повітря. Це було початком у співпраці заводу з німецькою фірмою ФАГА
1994
Економічні умови складні. На заводі немає грошей, щоб купувати матеріали, платити зарплату. Стоїть питання: зупинитися й чекати кращих часів або будь-яким чином продовжувати працювати. Адміністрація обирає друге. У складних умовах завод продовжує працювати. Крім вагонів КР-2, в роботу взяли і ремонт вагонів габариту РІЦ, які так необхідні для українських доріг. І це дозволило заводу вистояти в важкий економічний час, навіть стабільно підвищувати заробітну плату.
1995
Це ще одна сторінка в історії заводу. Підписано контракт з «Укрзалізницею» по капітально-відновлювального ремонту пасажирських вагонів за іспанською технологією. На завод приїжджає група іспанських фахівців, щоб надати допомогу в роботі над п'ятьма дослідними зразками вагонів. Для роботи над цією програмою створюється новий структурний підрозділ — цех КВР. Підбір фахівців на цю ділянку проводився на конкурсній основі. Деякі з них проходили стажування в Іспанії.
1996
У День залізничника у Києві відкрилася виставка залізничного транспорту країни, на якій продемонстровано перші три вагона, зроблені з іспанської технології.
1997
Завод успішно продовжує освоювати іспанську технологію. Введені в дію нові ділянки. Ділянки з виробництва панелей, віконних та дверних блоків. На виставці в Києві було показано чотири вагони, по відношенню до яких думка змінилося навіть у скептиків.
2011
Підприємство освоїло випуск вантажних напіввагонів. 